# Bressol de la civilització
El terme «bressol de la civilització» es refereix als llocs on, segons les dades arqueològiques actuals, es creu que va aparèixer la civilització humana. El pensament actual és que no hi va haver un bressol únic, sinó que diverses civilitzacions es van desenvolupar independentment; d'aquestes, es creu que el Creixent Fèrtil (Mesopotàmia i l'antic Egipte) són les més antigues. Altres civilitzacions van aparèixer a l'Àsia, entre cultures situades al llarg de grans valls fluvials, com la plana Indogangètica a l'Índia i la plana Central de la Xina, al curs baix del riu Groc. Es disputa fins a quin punt hi va haver influències significatives entre les civilitzacions primerenques de l'Orient Pròxim i les de l'Àsia oriental. Els acadèmics accepten que les civilitzacions de Mesoamèrica, principalment a l'actual Mèxic, i Norte Chico al Perú d'avui dia van emergir independentment de les d'Euràsia.
Els erudits han definit la civilització fent servir criteris diversos, com l'ús de l'escriptura, les ciutats, una societat basada en un sistema de classes, l'agricultura, la ramaderia, edificis públics, la metal·lúrgia o l'arquitectura monumental. El terme bressol de la civilització sovint s'ha aplicat a una gran varietat de cultures i àrees, particularment a les calcolítiques de l'Antic Orient Pròxim (període d'Obeid) i al Creixent Fèrtil, a l'antiga Índia i a l'antiga Xina. També s'ha aplicat a l'antiga Anatòlia, al Llevant i a l'altiplà Iranià, i també per referir-se a predecessors culturals —com l'antiga Grècia com a predecessora de la civilització occidental—, fins i tot quan aquests indrets no s'entenen com un desenvolupament independent de la civilització.

## Història del concepte
El concepte "bressol de la civilització" és objecte de debat. L'ús figuratiu de bressol per significar "el lloc o regió on quelcom es nodreix o es refugia en els seus primers estadis" ja apareix en l'Oxford English Dictionary de Spenser (1590). Charles Rollin afirmà en Ancient History (1734) que Egipte havia estat "el bressol de la civilització santa".
L'expressió "bressol de la civilització" té un paper en el concepte "nacional". S'ha utilitzat tant en cultures orientals com occidentals, per exemple, en el nacionalisme hindú (En busca del bressol de la civilització, 1995) i en el nacionalisme xinès (El bressol de la civilització, 2002). Els termes també apareixen en pseudohistòria esotèrica, com en el Llibre d'Urantia, en què es reclama el títol de "segon Edèn", o en pseudoarqueologia relacionada amb la Bretanya megalítica (Civilization One, 2004, Ancient Britain: The Cradle of Civilization, 1921).
La teoria tradicional sobre el desplegament de la civilització és que començà al Creixent Fèrtil i des d'allà s'escampà per influència. Els investigadors consideren actualment que les civilitzacions van aparèixer independentment en diversos llocs de tots dos hemisferis. Han observat que els desenvolupaments socioculturals van ocórrer durant cronologies diferents. Les comunitats "sedentàries" i "nòmades" van continuar interaccionant considerablement; no estaven dividides estrictament entre grups culturals massa diferents. El concepte de bressol de la civilització se centra on els habitants van establir-se per fundar ciutats, crear sistemes d'escriptura, experimentar amb tècniques per fer ceràmica i metalls, domesticar animals i desenvolupar estructures socials complexes amb sistemes de classes. Actualment s'identifiquen cinc llocs on la civilització emergí independentment: el Creixent Fèrtil, la plana Indogangètica, la plana del Nord de la Xina, els Andes centrals i Mesoamèrica.
D'altra banda, hi ha consens acadèmic que la Grècia clàssica és la cultura seminal que serví de fonament per a la cultura occidental moderna, la democràcia, l'art, el teatre, la filosofia i la ciència. Per aquest motiu, és coneguda com a bressol de la civilització occidental. Juntament amb Grècia, Roma també s'ha descrit com a lloc de naixement o bressol de la civilització occidental a causa del paper que la ciutat exercí en la política, el republicanisme, la llei i l'arquitectura occidental.

## Creixement de la civilització
Els primers signes d'un procés que portaria a la cultura sedentària es pot veure al Llevant ja al 12000 aC, quan la cultura natufiana va esdevenir sedentària; el 10000 aC havia evolucionat a una societat agrícola. La importància de l'aigua per a salvaguardar subministraments de menjar abundants i estables, gràcies a les condicions favorables per a caçar, pescar i recol·lectar recursos, incloent-hi cereals, donà una economia d'ampli espectre inicial que va desencadenar la creació de poblats permanents.
Els establiments protourbans més antics amb diversos milers d'habitants van emergir durant el Neolític. Les primeres ciutats a tenir-ne desenes de milers van ser Memfis i Uruk al segle XXXI aC.
Els temps històrics es diferencien dels prehistòrics quan els "registres del passat comencen a mantenir-se en benefici de les generacions futures"; que podien ser de manera oral o escrita. El creixement de la civilització coincideix amb el desenvolupament de l'escriptura a partir de la protoescriptura, el Calcolític de l'Orient Pròxim, el període de transició entre el Neolític i l'edat del bronze durant el quart mil·lenni aC i el desenvolupament de la protoescriptura a Harappa, a la vall de l'Indus, al sud d'Àsia al voltant del 3300 aC són les primeres incidències, seguides per l'evolució de la protoescriptura xinesa cap a l'escriptura dels ossos oraculars, i de nou amb l'aparició de sistemes d'escriptura mesoamericans a partir del 900 aC.
En absència de documents escrits, la major part dels aspectes del creixement de les primeres civilitzacions provenen d'assentaments arqueològics que documenten l'expansió d'institucions formals i de la cultura material. Una manera de viure "civilitzada" s'enllaça en últim terme amb condicions que provenen gairebé exclusivament de l'agricultura intensiva. Gordon Childe definí el desenvolupament de la civilització com a resultat de dues revolucions successives: la revolució neolítica, que portà a l'expansió de comunitats establertes, i la revolució urbana, que millorà tendències cap a establiments densos, grups amb professions especialitzades, classes socials, excedents, edificis públics monumentals i escriptura. Poques d'aquestes condicions, tanmateix, no són copsades pels registres: no s'han atestat establiments densos ni a l'antic Regne d'Egipte ni a l'àrea maia; els inques no tenien sistema d'escriptura, i sovint l'arquitectura monumental precedia qualsevol indici de poblat. Per exemple, a l'actual Louisiana, alguns investigadors han determinat que les cultures que principalment eren nòmades s'organitzaven al llarg de generacions per construir monticles de terraplens en establiments estacionals el 3400 aC. Més que una successió d'esdeveniments i precondicions, el creixement de la civilització es podria hipotetitzar com a procés accelerat que començà amb una agricultura incipient i va culminar amb l'edat del bronze oriental.

## Cronologia
La següent línia del temps mostra les dates aproximades de l'aparició de la civilització en les zones destacades i les principals cultures neolítiques que les precedien. No indica, però, l'inici de la presència humana o d'un grup ètnic concret, que sovint va ocórrer abans que l'aparició de la civilització.